# Люспа
Люспа (на латински: squama; на старогръцки: lepid) е малка твърда пластинка, която расте върху кожата и служи за нейна защита. Тя е кератиново образувание на кожата и покрива цялото тяло или отделни негови части. Люспите са характерни за рибите и влечугите. При птиците, като наследство от родството им с влечугите, люспи се наблюдават единствено по кожата на краката. Някои от бозайниците, като например броненосците, също имат люспи. Те имат разнообразна форма, цвят и големина. Строежът им е също разнообразен и зависи от вида на животното и до известна степен от частта на тялото, което покриват. Основната функция е да защитават кожата от вредни въздействия на околната среда, но също така служат при терморегулацията на организма. При змиите участват и при придвижването.